# 大花岭站
大花岭站是一个京广铁路上的铁路车站，位于湖北省武汉市江夏区纸坊街道，目前为三等站，邮政编码为430212。目前客运：办理旅客乘降；行李、包裹托运；货运：办理整车货物。该站也是武汉货车外绕线的终点，目前京广线多数货物列车经由武汉北站、滠口站、天兴洲长江大桥、武汉站货车外绕线至武昌东站，再经由武昌南环线及至南湖站西侧的联络线至本站，从而绕开武汉中心城区。
车站于1937年11月为方便国民政府运输军用物资及部队而设立。2004年车站股道由4条扩建至8条:154。2020年新型冠狀病毒疫情期間，部分用于雷神山医院建设的建筑材料经由本站转运。

## 图集

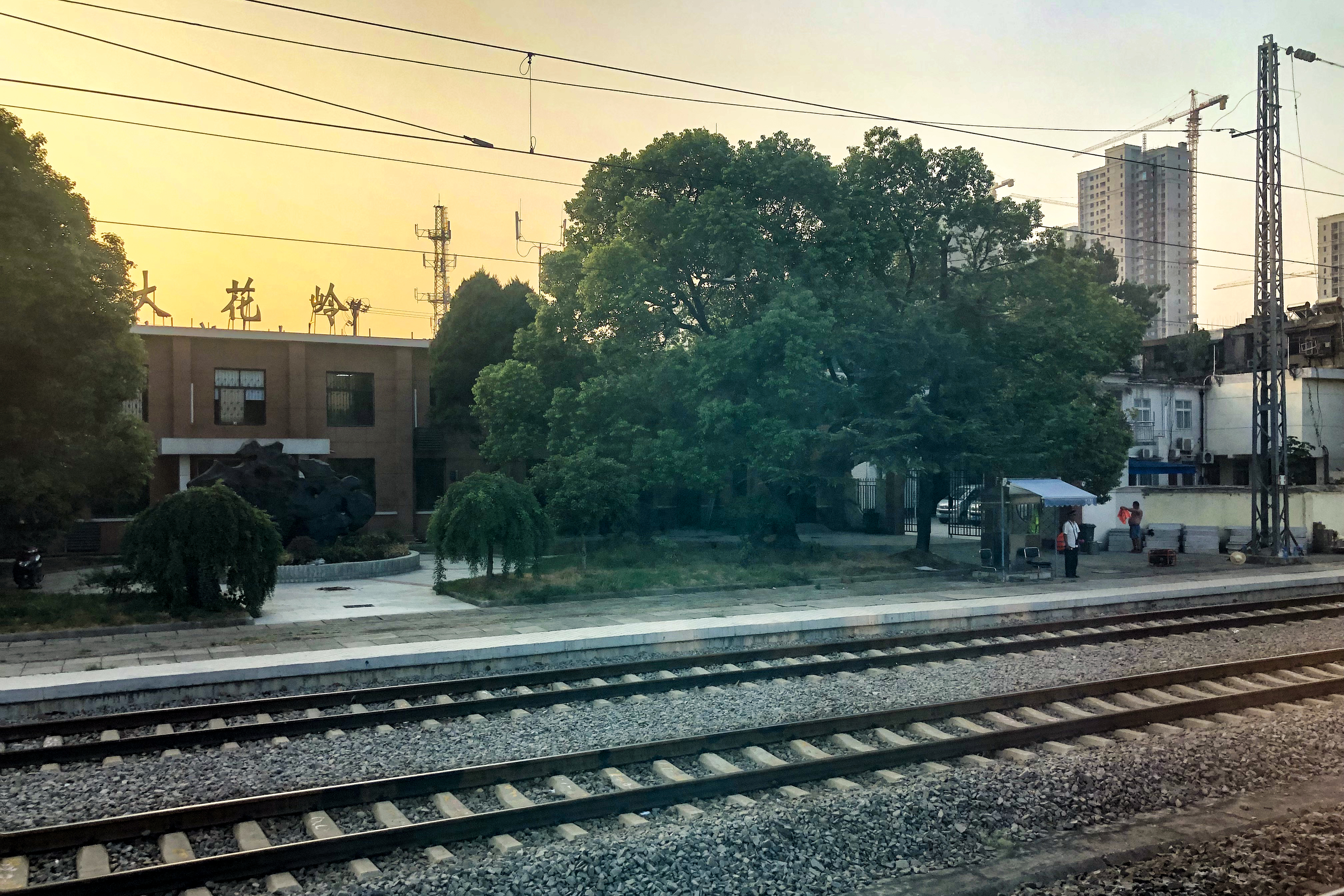
从车站站场望站房
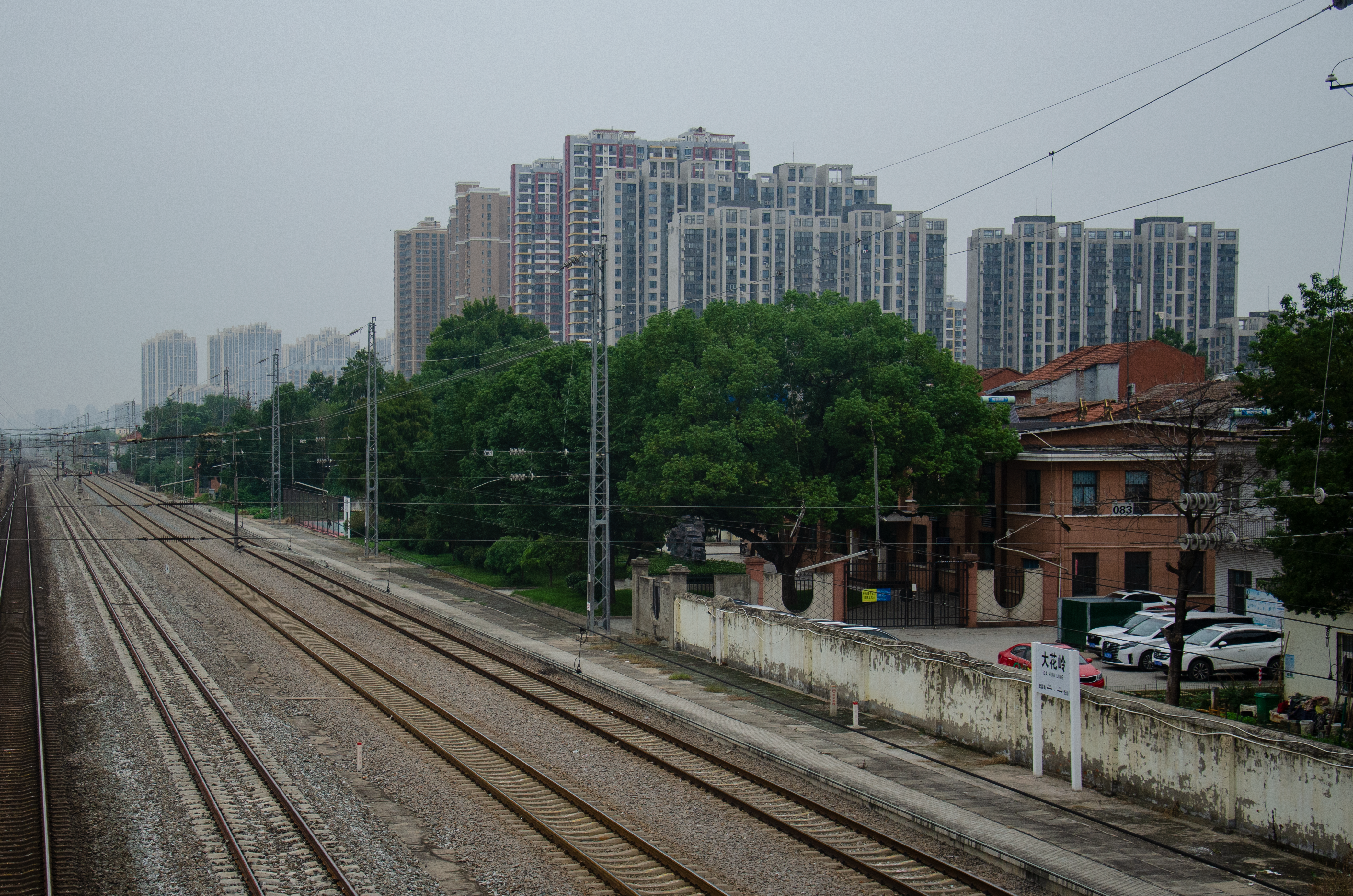
车站站站场及站台